# Purisemanding
Purisemanding is een bestuurslaag in het regentschap Jombang van de provincie Oost-Java, Indonesië. Purisemanding telt 3550 inwoners (volkstelling 2010).